# Railor Tahak
Railor Tahak is een bestuurslaag in het regentschap Belu van de provincie Oost-Nusa Tenggara, Indonesië. Railor Tahak telt 802 inwoners (volkstelling 2010).